# IC 4564
IC 4564 је спирална галаксија у сазвјежђу Волар која се налази на листи објеката дубоког неба у Индекс каталогу.
Деклинација објекта је + 43° 31' 7" а ректасцензија 15h 36m 26,9s. Привидна величина (магнитуда) објекта IC 4564 износи 13,7 а фотографска магнитуда 14,4. IC 4564 је још познат и под ознакама UGC 9930, MCG 7-32-36, CGCG 222-33, IRAS 15347+4340, PGC 55584.